# Ferdinando Gabotto

Asti e la politica sabauda in Italia, 1903

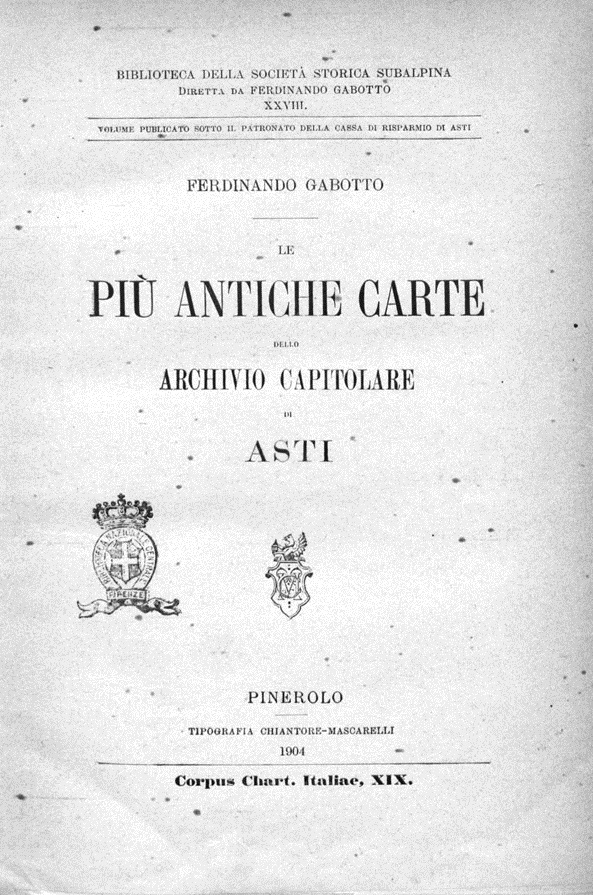
Le più antiche carte dello archivio capitolare di Asti, 1904

Ferdinando Maria Gabotto (Torino, 1866 – Torino, 24 novembre 1918) è stato uno storico italiano.

## Biografia
Dopo la maturità, conseguita al Liceo Classico Vincenzo Gioberti, si iscrisse alla Facoltà di Lettere dell'Università di Torino, laureandosi nel 1888 in Storia moderna con Carlo Cipolla.
Dapprima docente liceale,  insegnò anche al Ginnasio di Bra,  fu poi professore di Storia moderna presso l'Università di Messina e di Storia antica e Letteratura italiana all'Università di Genova fino alla morte.
Fondò il periodico La letteratura e, nel 1895, la Società Storica Subalpina, della quale anno dopo anno pubblicò il Bollettino e numerosi volumi della Biblioteca della Società Storica Subalpina, insieme ad una serie di volumi storici dedicati a varie città del Piemonte. Appartenne alla Massoneria, militando nella loggia Giordano Bruno di Pinerolo, alla quale fu affiliato il 24 febbraio 1903.

## Opere
- Giason del Maino e gli scandali universitari nel Quattrocento, in La letteratura, Torino, 1888.
- Nuove notizie e documenti su Giason del Maino, in La letteratura, Torino, 1888.
- Lo stato sabaudo da Amedeo VIII ad Emanuele Filiberto, Torino:
  -  Volume 1, L. Roux & C., 1892.
  -  Volume 2, L. Roux & C., 1893.
  -  Volume 3, Roux Frassatati & C., 1895.
- Storia del Piemonte nella prima metà del secolo XIV (1292-1349), Torino, F.lli Bocca, 1894.
- L'età del Conte Verde in Piemonte (1350-1383), Torino, F.lli Bocca, 1895.
- Gli ultimi principi d'Acaia e la politica subalpina dal 1383 al 1407, Torino, F.lli Bocca, 1898.
- Storia di Cuneo dalle origini ai giorni nostri, Cuneo, 1898.
- Asti e la politica di Amedeo VIII in Italia dal 1431 al 1435 dai documenti dell'archivio di Stato di Torino, Casale Monferrato, 1915.
- Bollettino Storico per la Provincia di Novara, Novara, Tip. Gioachino Gaddi:
  -  Per la storia del Novarese nell'Alto Medioevo. Ducati e Comitati, n. 1-2, 1917.
  -  Per la storia del Novarese nell'Alto Medioevo. La Chiesa di Novara. I Vescovi fino al 1150, n. 5, 1917.
  -  Per la storia del Novarese nell'Alto Medioevo. La Chiesa di Novara. Le pievi della Diocesi, n. 2, 1918.

### NellaBiblioteca della Società Storica Subalpina
- Studi pinerolesi, vol. 1, Pinerolo, Tip. Chiantore-Mascarelli, 1899.
- Asti e la politica sabauda in Italia al tempo di Guglielmo Ventura secondo nuovi documenti, in Memorie, vol. 7, Pinerolo, Tip. Chiantore-Mascarelli, 1903.
- Le più antiche carte dello archivio capitolare di Asti, vol. 28, Pinerolo, Tip. Chiantore-Mascarelli, 1904.
- F. Gabotto e U. Fisso (a cura di), Le carte dello archivio capitolare di Casale Monferrato, I, vol. 40, Pinerolo, 1907.
- Le carte dello archivio capitolare di Casale Monferrato, II, vol. 41, Pinerolo, 1908.
- Ferdinando Gabotto, I municipi romani dell'Italia Occidentale alla morte di Teodosio il grande, in Felice Alessio, Ferdinando Gabotto e Carlo Evasio Patrucco, Studi sulla storia del Piemonte avanti il Mille, Memorie, vol. 32, Pinerolo, Tip. Chiantore Mascarelli, 1908,  pp. 237-318.
- Storia dell'Italia occidentale nel Medio Evo (395-1313) - Libro I: I barbari nell'Italia occidentale, I, vol. 61, Torino, Tip. Baravalle e Falconieri, 1911.
- Storia dell'Italia occidentale nel Medio Evo (395-1313) - Libro I: I barbari nell'Italia occidentale, II, vol. 62, Torino, Tip. Baravalle e Falconieri, 1911.